# Rikshovrådet

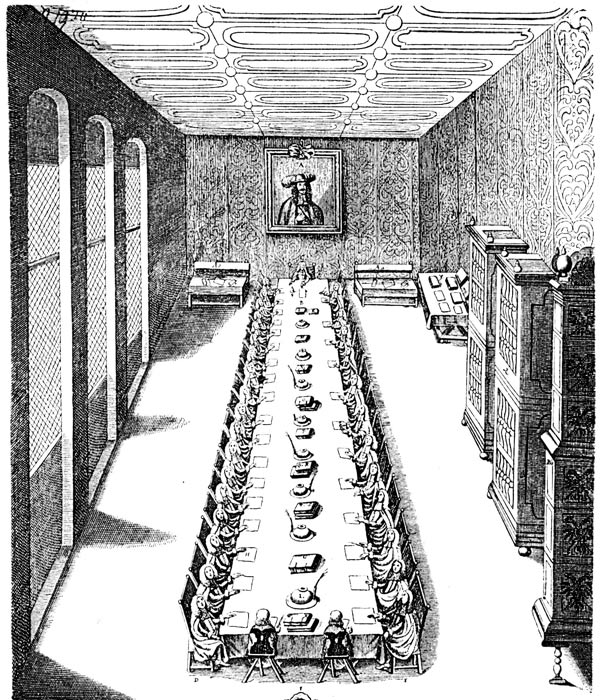
Rikshovrådet i överläggningar 1700.

Rikshovrådet (ty.:Reichshofrat) var jämte rikskammarrätten och i konkurrens med denna sedan 1497 högsta dömande och förvaltande myndighet i det Tysk-romerska riket. Den upplöstes 1806. Till skillnad från rikskammarrätten utövade rikshovrådet kejsarens domsrätt.

## Sammansättning
Rikshovrådet  hade sitt säte i Wien. Den bestod av 1 president, 1 vicepresident och 18 rikshovråd, som tillsattes och avlönades av kejsaren. Vicepresidentämbetet innehades vanligen av riksvicekanslern. Vid kejsarens död upplöstes rikshovrådet och ett nytt tillsattes av den nye kejsaren. Ett visst antal av rikshovråden skulle vara protestanter. Kanslipersonalen tillhörde rikshovkansliet och tillsattes av riksärkekanslern, kurfursten av Mainz. 

## Kompetens
Rikshofrådets kompetens var erkänd i länssaker men i övrigt konkurrerade den med rikskammarrätten. Genom westfaliska freden erkändes den i viss mån som likaberättigad.